# Tom Golisano
Blase Thomas « Tom » Golisano, né le 14 novembre 1941 à Irondequoit (État de New York), est un homme d'affaires et philanthrope américain. 
Avec 3 000 dollars, il crée en 1971 l'entreprise Paychex, société de services spécialisée dans la gestion de paie et des ressources humaines, cotée en bourse depuis 1983. Selon le magazine économique américain Forbes, la fortune personnelle de Tom Golisano atteint 4 milliards de dollars en janvier 2021 : il serait la 616e personnalité la plus riche au monde. 
Tom Golisano est, en 1991, l'un des membres fondateurs du Independence Party of New York (en), affilié au Independence Party of America (en), un parti politique qui promeut la démocratie non partisane. Sous cette étiquette, il se présente, sans succès, aux élections du gouverneur de l'État de New York en 1994, 1998 et 2002.
En 2003, il devient, avec Larry Quinn (un agent immobilier), copropriétaire des Sabres de Buffalo, une équipe professionnelle de hockey sur glace de la ligue nationale nord-américaine. Il revend ses parts en février 2011.
En juin 2014, un quotidien new-yorkais révèle ses fiançailles avec la star du tennis Monica Seles, de trente-deux ans sa cadette, avec qui il entretient une relation depuis 2009.